# Драуц
Драуц (рум. Drauț) — село у повіті Арад в Румунії. Входить до складу комуни Тирнова.
Село розташоване на відстані 391 км на північний захід від Бухареста, 39 км на схід від Арада, 148 км на захід від Клуж-Напоки, 71 км на північний схід від Тімішоари.

## Населення
За даними перепису населення 2002 року у селі проживали 917 осіб.
Національний склад населення села:
| Національність | Кількість осіб | Відсоток |
| -------------- | -------------- | -------- |
| румуни         | 803            | 87,6%    |
| цигани         | 60             | 6,5%     |
| українці       | 37             | 4,0%     |
| угорці         | 16             | 1,7%     |

Рідною мовою назвали:
| Мова       | Кількість осіб | Відсоток |
| ---------- | -------------- | -------- |
| румунська  | 861            | 93,9%    |
| українська | 37             | 4,0%     |
| угорська   | 16             | 1,7%     |